# Berichtenverkeer
Berichtenverkeer is een vorm van communicatie waarbij een intermediair een bericht overbrengt van een verzender naar een ontvanger.
Berichtenverkeer is van groot praktisch nut. Het stelt de deelnemers aan het berichtenverkeer in staat hun acties te coördineren en hun zeggingskracht te vergroten buiten het bereik van directe communicatie. Voor het bestuur van een land of een bedrijf is berichtenverkeer essentieel. Bij het voeren van oorlog geeft een goed berichtenverkeer groot strategisch voordeel. Er heeft altijd opdruk bestaan om de snelheid en betrouwbaarheid van het berichtenverkeer te vergroten.

## Geschiedenis

### Mondeling berichtenverkeer
Mondeling berichtenverkeer is ons zeer vertrouwd. We vragen iemand een bericht over te brengen. Bijvoorbeeld: "Wil je de groeten doen aan Piet?" of: "Wil je mama vragen of ze even komt helpen?" Mondeling berichtenverkeer bestaat al zolang mensen over taal beschikken. Maar hoe vanzelfsprekend het ook is, het stelt ons in staat complexe taken tot een goed einde te brengen.
Bij mondeling berichtenverkeer wordt de intermediair boodschapper genoemd.

### Schriftelijk berichtenverkeer
De uitvinding van het schrift maakte het mogelijk schriftelijke berichten te versturen. Hierdoor kon een bericht meer informatie bevatten die onvervormd overkwam. En je kon het bericht in een enveloppe doen zodat de intermediair er geen kennis van kon nemen. Bij schriftelijk berichtenverkeer wordt de (menselijke) intermediair koerier (van courir = rennen) genoemd. Een bijzondere intermediair is de postduif. Postduiven keren altijd weer naar hun woonplaats terug. In het berichtenverkeer wordt hiervan gebruikgemaakt door de duif een bericht mee te geven dat voor zijn woonplaats bestemd is.
Van de grote historische keizerrijken Egypte, Assyrië en China is bekend dat de heersers met koeriers berichten over lieten brengen.

### Estafette
Je kunt goed getrainde hardlopers als koeriers inzetten maar zelfs de beste hardloper wordt na verloop van tijd moe. Om berichten toch snel over grote afstanden te kunnen verplaatsen ontwikkelde men het principe van de estafette. Hierbij wordt het door het bericht af te leggen traject verdeeld in verschillende deeltrajecten. Ieder deeltraject wordt door een andere hardloper afgelegd waarbij hij aan het einde van het deeltraject het bericht aan de volgende hardloper overdraagt.
Als praktische oplossing voor het berichtenverkeer heeft de estafette haar nut verloren maar zij leeft voort als vorm van atletiek.

### Postensysteem
Een verdere verfijning van het estafetteprincipe is het postensysteem. Een post is een rustplaats. Met paarden worden berichten overgebracht van de ene post naar de andere.
Van de Romeinen is bekend dat zij een goed georganiseerd postensysteem opzetten. Zij gebruikten lichte rijtuigen en snelle paarden om de berichten over te brengen. De dienst was natuurlijk in de eerste plaats voor het bestuur van het Romeinse Rijk bedoeld, maar ook particulieren konden op deze manier berichten versturen. Dit was zo succesvol dat de betekenis van het woord post is gaan verschuiven. Men ging er het postensysteem en na verloop van tijd ook de met dat systeem verstuurde berichten mee aanduiden.
Met het aldus ontstane postensysteem werden niet alleen berichten vervoerd maar ook kleine pakketjes en reizigers. De voor het postensysteem gebruikte rijtuigen worden postkoets genoemd, zij zijn de oudste vorm van openbaar vervoer. In Nederland was Van Gend en Loos een belangrijke exploitant van postkoetsen.

### Telegrafie
In de 19e eeuw ontwikkelde zich het berichtenverkeer door de telegrafie. Onder Napoleon werd de optische telegraaf uitgevonden. Die stelde de keizer in staat om in een etmaal bevelen te versturen naar alle uithoeken van zijn rijk. In het midden van de eeuw kwam de elektrische telegraaf tot stand, die het nodig maakte om de berichten te "vertalen" in een speciaal schrift: de Morsecode. In enkele decennia nam de telegraaf het hele zakelijke berichtenverkeer over. Het telegraafgebouw was daarbij een onmisbare intermediair. Na de uitvinding van de telex was dat niet meer het geval. De radiotelegrafie maakte een draadloos berichtenverkeer mogelijk, bijvoorbeeld op zee.

### Elektronisch berichtenverkeer
Het elektronisch uitwisselen van informatie kan geautomatiseerd (zoals een enterprise service bus) of met gebruikersinteractie (zoals een e-mail).